# Merla xiguanco
La merla xiguanco (Turdus chiguanco) és un ocell de la família dels túrdids (Turdidae).

## Hàbitat i distribució
Habita els boscos de ribera i horts de les terres baixes costaneres fins les muntanyes des del sud de l'Equador, cap al sud, a través del Perú fins al nord, centre i sud-est de Xile, oest, centre i sud de Bolívia i oest de l'Argentina.

## Taxonomia
En algunes classificacions, la subespècie pròpia de l'oest de l'Argentina i els adjunts sud de Bolívia i sud-est de Xile és considerada una espècie diferent:
- Turdus anthracinus Burmeister, 1858 -	merla carbonera[3]